# Portrait du cardinal Guido Bentivoglio
Pour les articles homonymes, voir Bentivoglio (homonymie).
Portrait du cardinal Guido Bentivoglio est un tableau peint par Antoine van Dyck en 1623. Comme son nom l’indique, ce tableau représente le cardinal Guido Bentivoglio. Il est conservé à la Galerie Palatine à Florence.